# Caparaó (kommun)
Caparaó är en kommun i Brasilien.   Den ligger i delstaten Minas Gerais, i den sydöstra delen av landet, 800 km sydost om huvudstaden Brasília. Antalet invånare är 5 209.
Följande samhällen finns i Caparaó:
- Caparaó

Omgivningarna runt Caparaó är huvudsakligen savann. Runt Caparaó är det ganska glesbefolkat, med 31 invånare per kvadratkilometer.